# Velykyj Bytsjkiv (plaats)

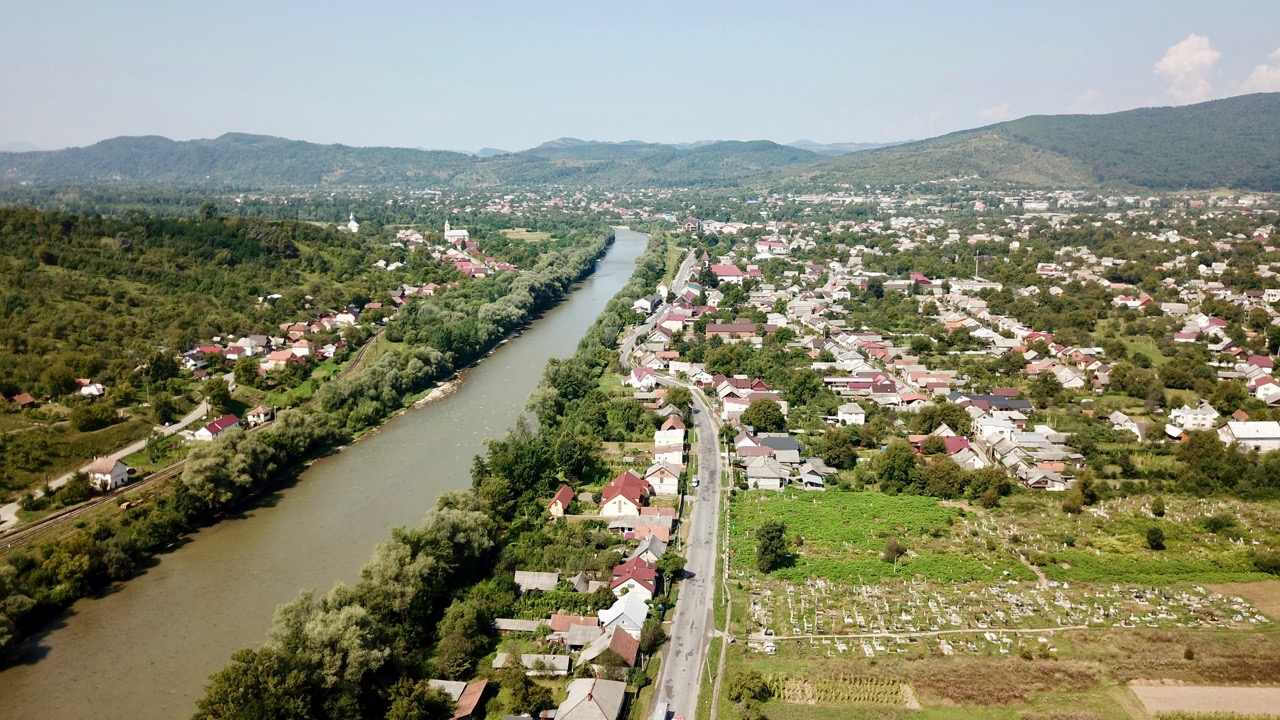
Vogelvlucht van de plaats met de Tisza

Velykyj Bytsjkiv (Oekraïens: Великий Бичків, Hongaars: Nagybocskó) is de hoofdplaats van de gelijknamige gemeente Velykyj Bytsjkiv in het Oblast Transkarpatië in Oekraïne. In 2019 had de plaats 9.255 inwoners.
De plaats heeft een stedelijk profiel en is gelegen aan de rivier de Tisza op de grens met Roemenië. Aan de overzijde van de rivier ligt het dorp Bocicoiu Mare. Vroeger heette dat deel Németbocskó oftewel: Duits Bocskó. Tot 1920 behoorden beide delen tot Oostenrijk-Hongarije, daarna werd het noordelijk deel Tsjechoslowakije en het zuidelijk deel Roemeens.
In 2001 was 2,8% van de bevolking van de stad behorend tot de Hongaarse minderheid in Oekraïne.